# Romuald Schild
Pour les articles homonymes, voir Schild.
Romuald Włodzimierz Schild, né le 2 octobre 1936 à Lviv, en Ukraine, et mort le 23 novembre 2021 à Varsovie, est un archéologue et préhistorien polonais. Il a été directeur de l'Institut d'archéologie et d'ethnologie de l'Académie polonaise des sciences, à Varsovie, des années 1990 à 2007. Il a codirigé avec l'archéologue américain Fred Wendorf la fouille et le sauvetage du site archéologique de Nabta Playa, en Égypte.

## Biographie
Romuald Schild a étudié à l’université de Varsovie, où il a obtenu sa licence en 1957. Après avoir soutenu sa thèse de doctorat en 1962, il a commencé à travailler à l’Institut d’histoire de la culture matérielle de l’Académie polonaise des sciences, à Varsovie (devenu plus tard l’Institut d’archéologie et d’ethnologie). Il a obtenu son habilitation à diriger des recherches en 1967. En 1978 il a été nommé professeur associé, puis en 1984 professeur titulaire. Il a été directeur de l’Institut d’archéologie et d’ethnologie des années 1990 à 2007, et directeur de l'Expédition préhistorique combinée de 1999 à 2007. 
Ses travaux portent principalement sur le Paléolithique supérieur en Europe et en Afrique du Nord. Il a notamment mené des fouilles en Égypte et en Éthiopie.
Romuald Schild a été conférencier invité à la Southern Methodist University de Dallas. Il a été membre du Comité des sciences préhistoriques et protohistoriques de l’Académie polonaise des sciences et membre correspondant de la Faculté d’histoire et de philosophie de l’Académie polonaise des arts et sciences, à Cracovie.
En 2020, Romuald Schild a reçu le prix de la Fondation pour la science polonaise en sciences humaines et sociales, pour avoir étudié les facteurs climatiques et environnementaux des processus socioculturels au Paléolithique en Afrique du Nord et en Europe centrale.
Romuald Schild, mort en 2021, est enterré au cimetière militaire de Powązki, à Varsovie.

## Publications
- Paléolithique supérieur (1975)
- Préhistoire de la vallée du Nil (1976), avec Fred Wendorf
- Préhistoire du Sahara oriental (1980), avec Fred Wendorf
- Paléolithique final de la plaine nord-européenne (1984)